# نينو لو بيلو
نينو لو بيلو (بالإنجليزية: Nino Lo Bello)‏ هو صحفي أمريكي، ولد في 1922، وتوفي في 1997.